# Tenshi no revolver
Tenshi no revolver (天使のリボルバー?, Tenshi no riborubā, "Il revolver dell'angelo") è il sedicesimo album della rock band visual kei giapponese BUCK-TICK. È stato pubblicato il 19 settembre 2007 dall'etichetta major BMG, sussidiaria della Sony Music.
Esistono due edizioni dell'album: una normale con custodia jewel case, ed una speciale con custodia jewel case, cover variata e DVD extra.
L'album inaugura una nuova fase per la band, che comincia a portare avanti da ora un discorso più legato al rock and roll classico, senza gli orpelli digitali e le atmosfere dark che avevano caratterizzato altri loro periodi precedenti, e che durerà per altri due anni fino al successivo memento mori.

## Tracce
Dopo il titolo è indicata fra parentesi "()" la grafia originale del titolo.
1. Mr.Darkness & Mrs.Moonlight (Mr.Darkness & Mrs.Moonlight?) - 4:28 (Hisashi Imai)
2. RENDEZVOUS (RENDEZVOUS〜ランデヴー〜?) - 4:47 (Atsushi Sakurai - Hisashi Imai)
3. Montage (モンタージュ?) - 4:28 (Hisashi Imai)
4. Lily (リリィ?) - 3:40 (Hisashi Imai)
5. La vie en Rose (La vie en Rose〜ラヴィアン・ローズ〜?) - 3:56 (Atsushi Sakurai - Hidehiko Hoshino)
6. CREAM SODA (CREAM SODA?) - 3:37 (Atsushi Sakurai - Hidehiko Hoshino)
7. RAIN (RAIN?) - 5:38 (Atsushi Sakurai - Hisashi Imai)
8. BEAST (BEAST?) - 4:11 (Atsushi Sakurai - Hisashi Imai)
9. Zekkai (絶界?) - 3:56 (Atsushi Sakurai - Hisashi Imai)
10. Snow white (Snow white?) - 4:32 (Atsushi Sakurai - Hidehiko Hoshino)
11. Spider (スパイダー?) - 3:35 (Atsushi Sakurai - Hisashi Imai)
12. Alice in Wonder Underground (Alice in Wonder Underground?) - 4:08 (Hisashi Imai)
13. REVOLVER (REVOLVER?) - 4:50 (Atsushi Sakurai - Hisashi Imai)

### DVD
1. RENDEZVOUS (RENDEZVOUS〜ランデヴー〜?); videoclip
2. Alice in Wonder Underground (Alice in Wonder Underground?); videoclip

## Singoli
- 06/06/2007 - RENDEZVOUS
- 08/08/2007 - Alice in Wonder Underground

## Formazione
- Atsushi Sakurai - voce
- Hisashi Imai - chitarra, cori
- Hidehiko Hoshino - chitarra e tastiera
- Yutaka Higuchi - basso
- Toll Yagami - batteria